# Zhang Fakui

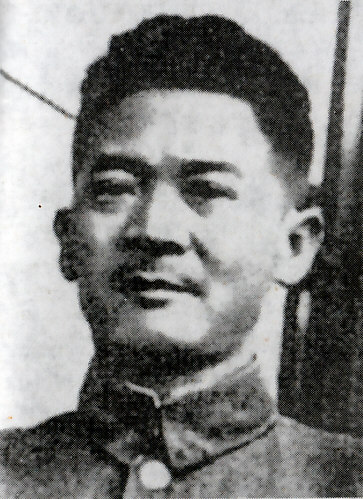
Zhang Fakui vor 1946

Zhang Fakui (chinesisch 張發奎 / 张发奎, Pinyin Zhāng Fākuí, W.-G. Chang Fa-kuei; * 25. Juli 1896 im Kreis Shixing, Provinz Guangdong; † 10. März 1980 in Hongkong) war ein nationalistischer General der Nationalrevolutionären Armee.
Zhang war Sohn einer Hakka-Familie, trat im Alter von 15 Jahren in die Streitkräfte ein und besuchte eine Militärakademie in Wuchang, wo er im Jahre 1916 seine Ausbildung abschloss. Er wurde 1927 Teilnehmer am Nordfeldzug, in dem Chiang Kai-shek versuchte, das politisch zersplitterte China zu vereinigen, wobei der den Feldzug als Divisionskommandeur begann und zum Kommandeur des 4. Armeekorps der Nationalrevolutionären Armee befördert wurde. In dieser Eigenschaft nahm Zhang im Mai 1927 an der Konferenz von Zhengzhou teil, aus der die Zusammenarbeit zwischen Feng Yuxiang und Chiang Kai-shek resultierte. Er sympathisierte mit dem linken Flügel der Kuomintang, der von Wang Jingwei angeführt wurde, unterstützte im Juli 1927 Chiang jedoch bei den politischen Säuberungen gegen die Kommunisten, im Dezember war er an der Niederschlagung des Guangzhou-Aufstandes beteiligt. In der gleichen Zeit nahm er jedoch an mehreren Rebellionen gegen Chiang Kai-shek teil, unter anderem verbündete er sich im Juni 1930 mit Li Zongren, Bai Chongxi und Feng Yuxiang in der „Bewegung zur Bewahrung Chinas vor Chiangs Militärdiktatur“.
Während des Zweiten Japanisch-Chinesischen Krieges kommandierte Zhang zunächst die 8. Armeegruppe in der Schlacht um Shanghai. 1938 kämpfte er in der Schlacht um Wuhan gegen die Japaner. Von 1943 bis Herbst 1944 hatte er den Oberbefehl des 4. Militärbezirks in Guangdong und Guangxi. Im Oktober 1944 unterlag er den japanischen Truppen der 6. Regionalarmee in der Schlacht bei Guilin-Liuzhou. Nach dem Verlust von Nanning wurde er im November 1944 zum Kommandeur der 2. Frontarmee in West Guixi ernannt.
Im Februar 1945 musste er sich aufgrund seiner Niederlage bei Guilin-Liuzhou rechtfertigen, behielt aber seine Position als Oberkommandierender der chinesischen Streitkräfte in Südchina.  
Im Mai 1945 konnte er Nanning, Longzhou und Pingxiang zurückerobern und im Juli marschierten seine Truppen nach Wuzhou, um Liuzhou wiederzuerlangen. Am 16. September 1945 nahm er die Kapitulation der japanischen 23. Armee in Guangzhou, Hongkong und Hainan entgegen.
In der Endphase des Bürgerkrieges, im März 1949, wurde Zhang zum Oberkommandierenden der Nationalrevolutionären Armee, trat jedoch bereits im Juni 1949 zurück und setzte sich nach Hongkong ab, wo er mehrere Organisationen gründete, die Chiang Kai-shek bekämpften. Mit der Kommunistischen Partei arbeitete Zhang jedoch nicht zusammen; er kehrte seit seinem Rückzug nie nach Festlandchina zurück.